# Babalan (Gabus)
Babalan is een bestuurslaag in het regentschap Pati van de provincie Midden-Java, Indonesië. Babalan telt 901 inwoners (volkstelling 2010).